# フラワー・メグ
フラワー・メグ（1951年10月7日 - ）は、日本のグラビアモデル、女優、歌手。

## 人物
東京都目黒区出身。
劇団ひまわりに所属していた頃の本名は木村和代。東京都立第一商業高等学校を卒業後に、舞踏家の石井満隆が主宰する舞踊研究所でダンスを本格的に学ぶ。1970年の暮れから、東京都港区赤坂のゴーゴークラブ「スペース・カプセル」のアングラ・ショーに出演。このショーを見たNETテレビのディレクターが、1971年4月開始の新番組『23時ショー』のカバーガールにスカウトする。
フリーで活躍中の武田京子ディレクターも、フラワー・メグをミノルフォン音楽工業株式会社に売り込み、1971年6月1日発売の『ベッドにばかりいるの』で歌手デビュー。太平ビルの録音スタジオでは、宣伝用にパンティー1枚だけの上半身ヌードで身長160cm・バスト76cm・ウエスト58cm・ヒップ85cmの肉体を披露しながら歌うなど、話題を呼んだ。
急遽付けられた芸名の由来は「目黒に住んでる花」。雑誌やテレビ番組のカバーガール、ヌードモデルとして活躍するかたわら、女優としても内藤誠監督の東映東京作品や新藤兼人監督の『鉄輪』（かなわ）など4本の映画に出演。初めてテレビに上半身ヌードで出演した女性と言われ、その大胆な行動と日本人離れした容貌で注目を集めたが、ちょうど1年間の活動の後、20歳で引退した。
近年は2003年の音源CD化などの再評価により、2007年より音楽活動を再開。2022年7月12日には初のホールライブを開催した。同年10月には50年ぶりに『人魚姫～Fifty years later～』で人魚姫を演じ、舞台に復帰する。

## テレビ
- 23時ショー （初代カバーガール）
- クイズ!脳ベルSHOW（2020年1月15日・16日・17日、BSフジ） - ゲスト

## 音楽

### シングル
- ベッドにばかりいるの／そして二人はラ・ララララ（徳間音楽工業、VA-2001、1971年6月）[5]
- あの日のように雨が降る／別れの唄が聞こえる（徳間音楽工業、VA-2）

### アルバム
- フラワー・メグ　官能への誘い　ささやき・ためいき・もだえ（徳間音楽工業、VC-5006）
- ささやき・ためいき・もだえ 第二集（徳間音楽工業）

## 映画
- 不良番長 手八丁口八丁 （1971年、東映東京）
- ポルノの帝王 （1971年、東映東京） - 中山麗子
- 銀蝶渡り鳥 （1972年、東映東京）
- 鉄輪 （1972年、近代映画協会） - 若い女
- 百万人の大合唱 （1972年、東宝） - ユカリ

## 舞台作品
- 星の王子様（2009年・2010年、プロジェクトnyx） - メグの星
- 小鷹狩掬子7つの大罪（2010年・2011年、プロジェクトnyx） - アナベラ婦人 役
- 荒木町ラプソディー（2024年）[6]